# Унгария във Втората световна война
Унгария участва във Втората световна война на страната на Тристранния пакт от 6 април 1941 година до края на войната.
В началото на войната със съдействието на Германия Унгария постига значително териториално разширение по дипломатически път. През 1940 година се присъединява към Тристранния пакт, а през април следващата година влиза във войната, включвайки се в нападението срещу Югославия и след това в действията на Източния фронт. През март 1944 година Германия окупира Унгария, за да попречи на правителството да излезе от войната.
За времето на войната Унгария губи около 300 хиляди войници, а между 450 и 600 хиляди евреи загиват в Холокост. След войната Унгария губи предвоенните си териториални придобивки и е окупирана от Съветския съюз, който налага в страната сателитен тоталитарен режим.